# Estación Deán Funes
Deán Funes es una estación de ferrocarril ubicada en la ciudad homónima del departamento Ischilín, en la Provincia de Córdoba, Argentina.

## Servicios
No presta servicios de pasajeros, sólo de cargas de la empresa estatal Trenes Argentinos Cargas. Las vías por donde corren los trenes corresponden al Ramal A y al Ramal CC del Ferrocarril General Belgrano.
Hasta 1993, Deán Funes era una de las estaciones donde paraba el tren "El Norteño" que unía Retiro con Salta y Jujuy, vía Rosario, Córdoba y Tucumán. Era uno de los servicios principales del Ferrocarril Belgrano. Desde entonces no corren trenes de pasajeros, aunque han existido proyectos e iniciativas para restaurar algún servicio local que una Deán Funes con Córdoba.